# قسط بنفسجي
قسط بنفسجي (الاسم العلمي:Costus violaceus) هو نوع من النباتات يتبع جنس القسط من الفصيلة القسطية.